# Cryptocephalus arizonensis
Cryptocephalus arizonensis är en skalbaggsart som beskrevs av Schaeffer 1904. Cryptocephalus arizonensis ingår i släktet Cryptocephalus och familjen bladbaggar. Utöver nominatformen finns också underarten C. a. arizonensis.